# Славеево (област Хасково)
 Тази статия е за селото в Област Хасково.  За другото българско село с това име вижте Славеево (Област Добрич).  
Славеево е село в Южна България. То се намира в община Ивайловград, област Хасково, на три километра от общинския център - Ивайловград.

## Други
На 9 септември 2010 г. официално е открит граничният пункт Ивайловград–Кипринос, намиращ се близо до с. Славеево. На церемонията по откриването са присъствали държавните глави на България и Гърция, министри, областни управители и кметове.